# Mariano Menor Poblador
Mariano Menor Poblador (Caspe, Zaragoza, 1895 - Principado de Andorra, 1948) fue un político español.
Procede de una familia numerosa y quedó huérfano de padre en plena juventud, fue a trabajar a Zaragoza en el comercio, mientras seguía sus estudios.
Una vez casado y con fondos de su familia política establecerá un negocio de licores. Estaba afiliado desde 1917 al republicanismo y desde su fundación en 1929 en el Partido Republicano Radical Socialista (PRRS). Al proclamarse la Segunda República Española es nombrado gobernador civil de Soria, posteriormente de Castellón, y a finales de 1933 fue nombrado de León sin llega a ejercer.
En la crisis del PRRS se encuentra en la opción oficialista de Gordón Ordás y posteriormente pasó a Unión Republicana. Durante el bienio radical-cedista, 1934-1935, dejó la política y de nuevo a principios de 1936 participó en la fundación del periódico Diario de Aragón. Tras el triunfo del Frente Popular en febrero de 1936 es nombrado gobernador civil de Zaragoza, para ser sustituido por Ángel Vera Coronel el 23 de febrero y él pasar el 27 de febrero a ser nombrado gobernador civil de Navarra.
Siendo gobernador de Navarra conoció los contactos conspirativos de Emilio Mola, Gobernador Militar de Navarra, en el monasterio de Irache, que lo notificó al gobierno sin respuesta.
Tras producirse la sublevación militar en las colonias de África, en Pamplona el 18 de julio, los periódicos salieron a la calle sin noticias de la misma. Todo el día transcurrió con gran tensión. Se reunieron en torno a la Comandancia Militar los partidarios de Mola; mientras que los del Frente Popular se encontraron con Menor Poblador en el Gobierno Civil. Allí estuvieron Ramón Bengaray y Aquiles Cuadra de IR, Jesús Monzón, del PCE; su hermano Carmelo y Constantino Salinas, del PSOE; Natalio Cayuela, secretario de la Audiencia; Tiburcio Osácar, director de Trabajadores; Antonio García Fresca, Salvador Goñi y Antonio García Larraeche, concejales. Ante la inutilidad de la resistencia procedieron a dispersarse. Menor Poblador fue detenido pero logró huir en la confusión de los primeros momentos, fugándose a San Sebastián, donde actuó como delegado del gobierno en Euzkadi.
Finalizada la guerra se exilió a Francia, a Toulouse con su familia. En el Gobierno Republicano en el Exilio fue director general de seguridad y servicios de lucha guerrillera, formando parte de la Unión Nacional Española, inspirada por el Partido Comunista.